# クリニック (バンド)
クリニック（Clinic）は、イギリス・リバプール出身のインディー・ロック・バンド。1997年結成の4人組で、常にトレードマークの医療用マスクを着用している。

## 来歴
1997年に結成。1999年にドミノ・レコーズと契約し、翌2000年にファースト・アルバム『インターナル・ラングラー』をリリースする。
2002年、セカンド・アルバム『ウォーキング・ウィズ・ジー』をリリースする。
2004年、サード・アルバム『ウィンチェスター・カテドラル』をリリースする。
2006年、アルバム『ヴィジテーションズ』をリリースする。
2008年、アルバム『ドゥ・イット!』をリリースする。
2010年、アルバム『バブルガム』をリリースする。
2012年、アルバム『Free Reign』をリリースする。
2019年、アルバム『Wheeltappers and Shunters』をリリースする。

## メンバー

### 現在のメンバー
- エイドリアン・ブラックバーン (Adrian "Ade" Blackburn) – ボーカル、ギター、キーボード、メロディカ、ベース (1993年- )
- ジョナサン・ハートリー (Jonathan Hartley) – ギター、キーボード、クラリネット、ドラム、ベース (1993年- )

### 旧メンバー
- ブライアン・キャンベル (Brian Campbell) – ベース、フルート、バック・ボーカル (1993年-2019年)
- カール・ターニー (Carl Turney) – ドラム、ピアノ、バック・ボーカル (1993年-2019年)

## ディスコグラフィ

### スタジオ・アルバム
- 『インターナル・ラングラー』 - Internal Wrangler (2000年)
- 『ウォーキング・ウィズ・ジー』 - Walking with Thee (2002年)
- 『ウィンチェスター・カテドラル』 - Winchester Cathedral (2004年)
- 『ヴィジテーションズ』 - Visitations (2006年)
- 『ドゥ・イット!』 - Do It! (2008年)
- 『バブルガム』 - Bubblegum (2010年)
- Free Reign (2012年)
- Wheeltappers and Shunters (2019年)
- Fantasy Island (2021年)

### コンピレーション・アルバム
- Clinic (1999年)
- 『フュンフ』 - Funf (2007年)
- Free Reign II (2013年)